# رقص دولوری

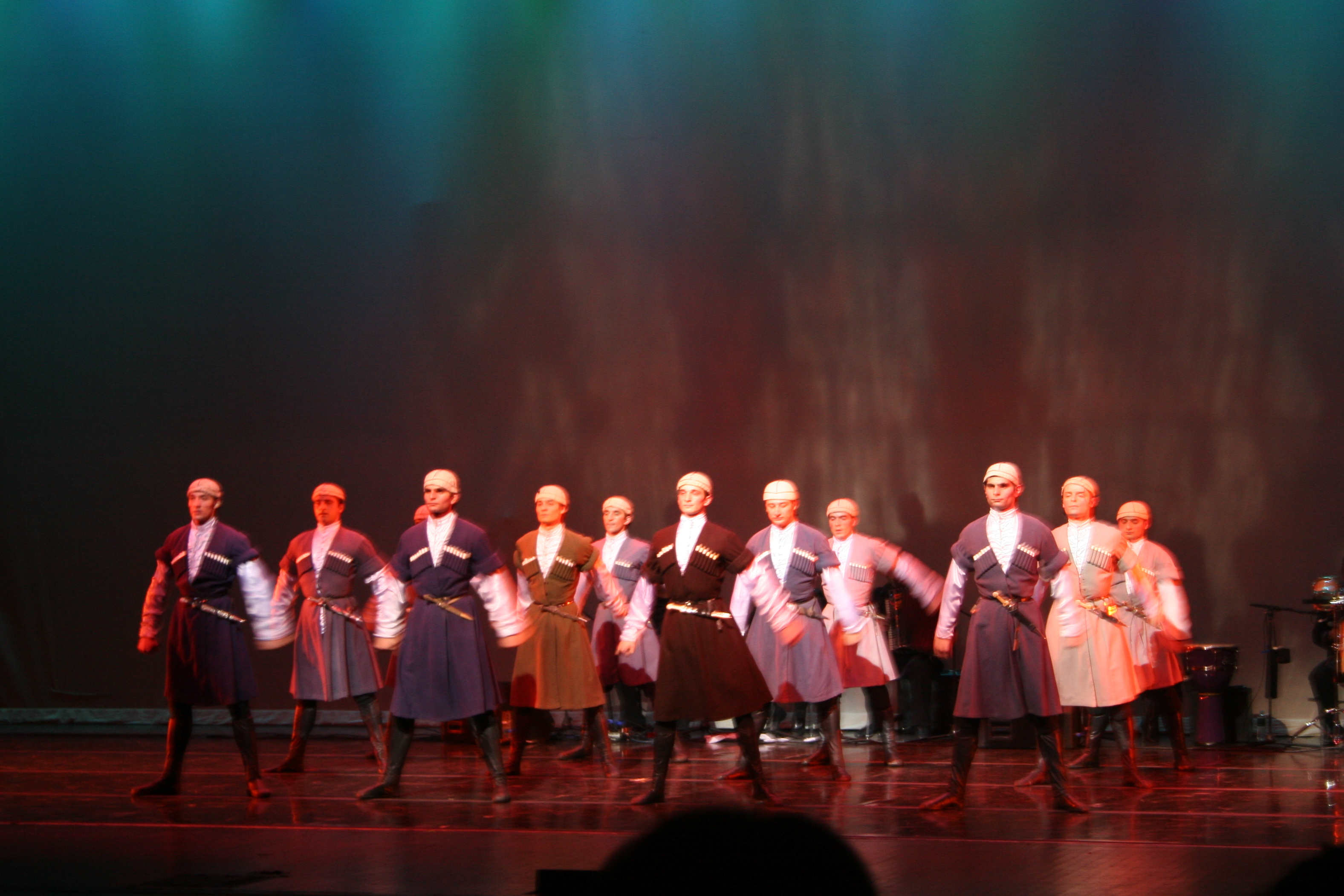
رقص دولوری

رقص دولوری(به گرجی: დავლური) از جمله رقص‌های فولکلوریک اهالی گرجستان است.
این رقص نیز مانند رقص کینتوری و رقص قاراچوخلی نمایش دهنده رقص شهری می‌باشد ولی برخلاف این دو نشانگر آریستوکراسی شهری است. شاید اجرای این رقص، رقص کارتولی را به شما یادآوری کند، گرچه حرکات در رقص دولوری از پیچیدگی کمتری برای زن و مرد داراست..  

## نگارخانه

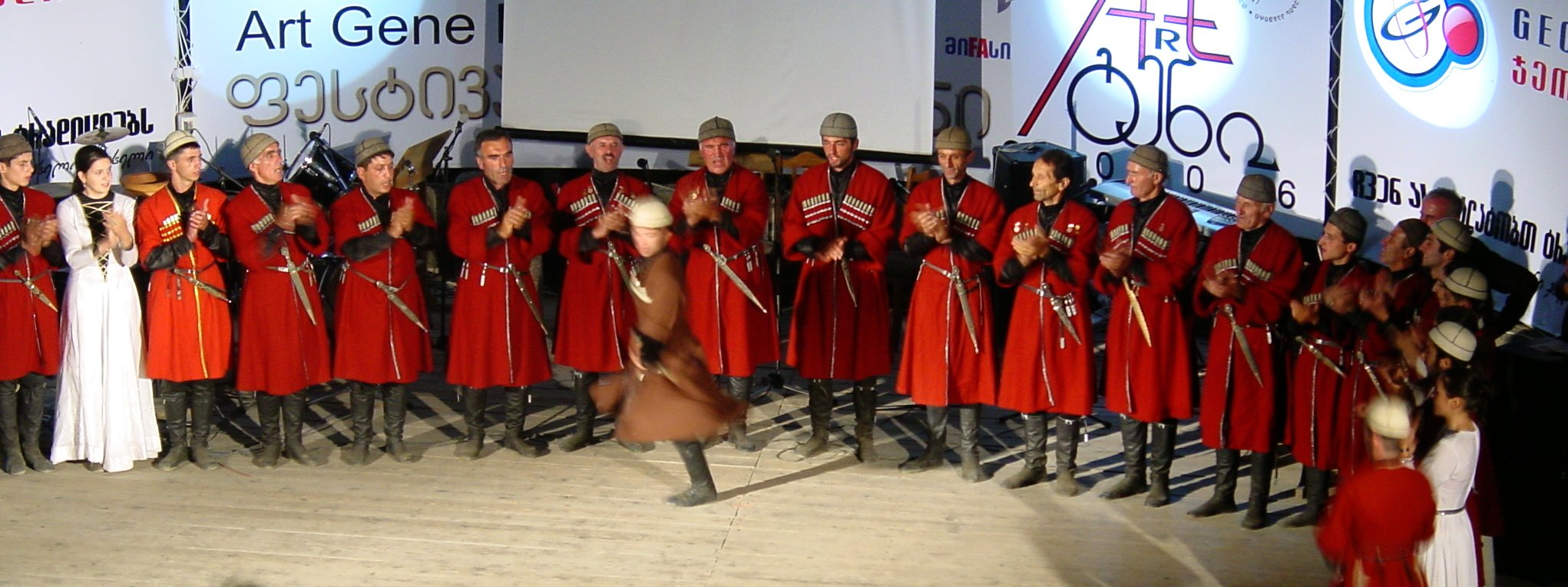
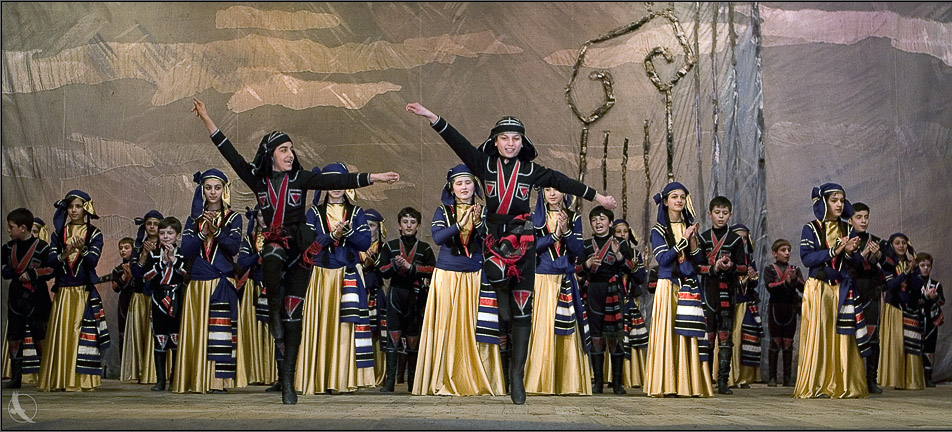
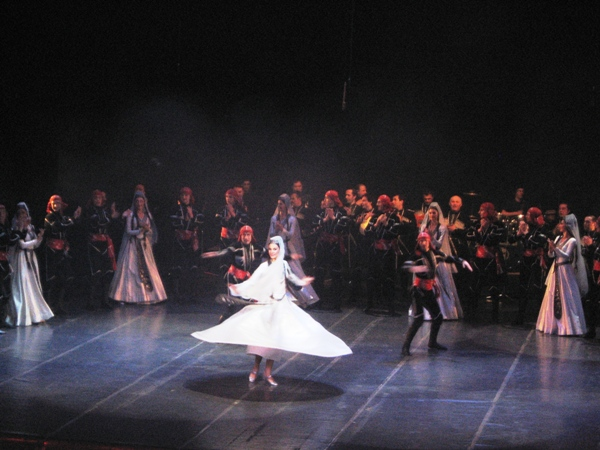
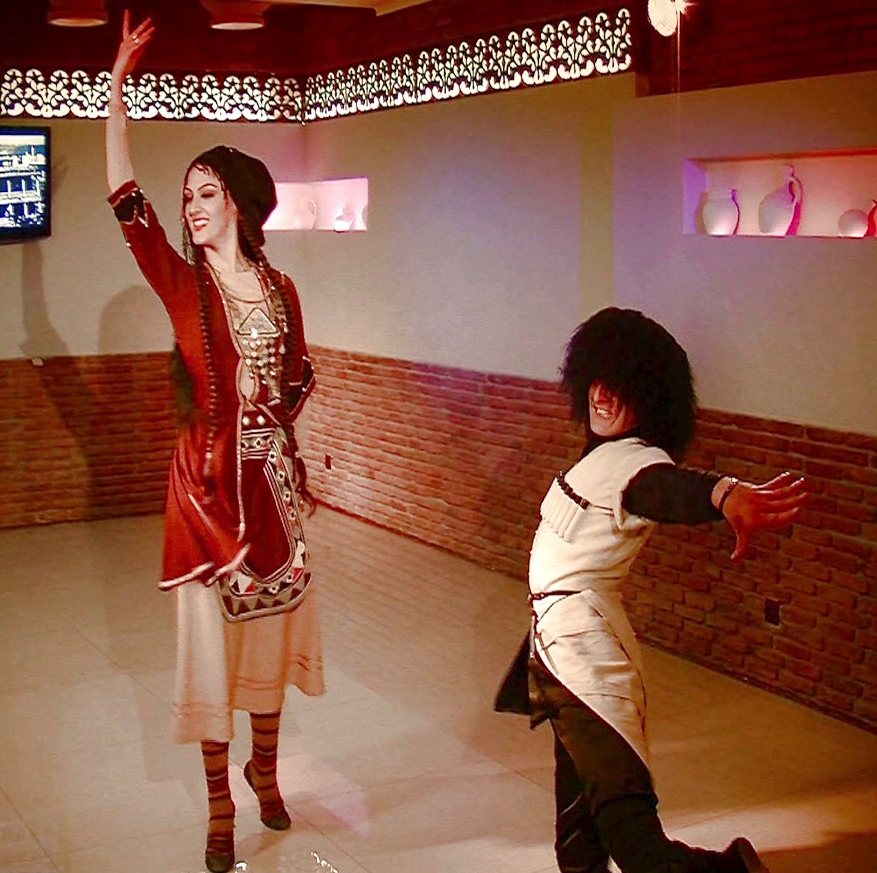